# Johannes Bühler
Johannes Bühler (* 26. Juli 1997 in Alsfeld) ist ein deutscher Fußballspieler.

## Verein
Johannes Bühler wurde im mittelhessischen Alsfeld geboren und begann beim Jugendfördervein Alsfeld-Bechtelsberg mit dem Fußballspielen. Anschließend wurde er bis zum Alter von 19 beim 1. FSV Mainz 05 und anschließend in der Jugend der TSG 1899 Hoffenheim ausgebildet. Mit der U19 der TSG spielte Bühler zweimal um die Meisterschaft der A-Junioren-Bundesliga, die TSG musste sich jedoch den Jugendmannschaften des FC Schalke 04 und Borussia Dortmunds geschlagen geben.
In der Regionalligasaison 2015/16 stand der Stürmer einmal für Hoffenheim II und somit zum ersten Mal im Herrenbereich auf dem Platz. Der Regionalligamannschaft gehörte er dann ab der Folgesaison fest an, wurde jedoch erst in der Spielzeit 2017/18 zum Stammspieler. Beim 1:1 der Profis gegen Ludogorets Rasgrad in der Gruppenphase der Europa League wechselte ihn Cheftrainer Julian Nagelsmann in der 69. Minute für Robert Žulj ein; es blieb sein einziger Einsatz für die erste Mannschaft. Am Ende der Saison wurde sein auslaufender Vertrag nicht verlängert und Bühler war bis in die Winterpause 2018/19 vereinslos. Nach erfolglosen Vorstellungen bei den Zweitligisten SV Darmstadt 98 und Holstein Kiel durfte sich der Flügelspieler weiter bei den Kraichgauern fit halten.
Am 9. Januar 2019 nahm ihn der Bundesliga-Aufsteiger Fortuna Düsseldorf bis Juni 2021 unter Vertrag und verlieh ihn für die Rückrunde gleich weiter an den Drittligisten VfR Aalen, mit dem Bühler am Saisonende in die Regionalliga absteigen musste. Nach seiner Rückkehr kam er nur unregelmäßig in Fortunas Reservemannschaft zum Einsatz und so wurde der Vertrag im Februar 2021 vorzeitig aufgelöst.
Erst ein Jahr später fand Bühler im März 2022 mit dem Regionalligisten BSV Rehden einen neuen Verein, bei dem er bis zum Saisonende unterschrieb. In der restlichen Saison kam er dort jedoch zu keinem Einsatz, woraufhin er den Verein im Sommer wieder verließ. Nach erneuter einjähriger Vereinslosigkeit schloss er sich im August 2023 im Amateurbereich dem nordbadischen Verbandsligisten FC Zuzenhausen an.

## Nationalmannschaft
Johannes Bühler absolviert 2014 zwei Partien für die deutsche U-18-Nationalmannschaft sowie eine Begegnung  am 4. September 2015 in der U-19-Auswahl gegen England. Bei der 2:3-Testspielniederlage in Bergisch Gladbach wurde er schon in der 6. Minute verletzungsbedingt für Dominik Schad ausgewechselt.